# Isoperla laucki
Isoperla laucki är en bäcksländeart som beskrevs av Baumann och Jonathan J.Lee 2009. Isoperla laucki ingår i släktet Isoperla och familjen rovbäcksländor. Inga underarter finns listade i Catalogue of Life.